# Discography - The Complete Single Collection
 (novembre 2017).
Si vous disposez d'ouvrages ou d'articles de référence ou si vous connaissez des sites web de qualité traitant du thème abordé ici, merci de compléter l'article en donnant les références utiles à sa vérifiabilité et en les liant à la section « Notes et références ».
Albums de Pet Shop Boys
Behaviour
(1990) Very
(1993)
Singles
1. DJ Culture
Sortie : 14 octobre 1991
2. Was It Worth It?
Sortie : 9 décembre 1991

Discography : The Complete Singles Collection est le premier best of du duo de musiciens electro pop britannique formé de Neil Tennant et Chris Lowe, Pet Shop Boys, sorti en novembre 1991.
Comme son nom l'indique, Discography est une compilation regroupant 16 singles à succès de Pet Shop Boys datant des années 1984 jusqu'à 1991, tandis que les deux derniers titres, DJ Culture et Was It Worth It?, sont de nouvelles compositions enregistrées exclusivement pour cet album.
L'album contient également une chanson titrée Where the Streets Have No Name (I Can't Take My Eyes Off You), qui est un pot-pourri de reprises du titre de U2, Where the Streets Have No Name mixé avec Can't Take My Eyes Off You, un single des années 1960 de Frankie Valli.

## Liste des titres
| 1.    | West End Girls                                                | Neil Tennant, Chris Lowe                                                 | Please (1986)        | 3:59 |
| 2.    | Love Comes Quickly                                            | Stephen Hague, Tennant, Lowe                                             | Please               | 4:17 |
| 3.    | Opportunities (Let's Make Lots of Money)                      | Tennant, Lowe                                                            | Please               | 3:36 |
| 4.    | Suburbia                                                      | Tennant, Lowe                                                            | Please               | 4:03 |
| 5.    | It's a Sin                                                    | Tennant, Lowe                                                            | Actually (1987)      | 4:59 |
| 6.    | What Have I Done to Deserve This? (with Dusty Springfield))   | Tennant, Lowe, Allee Willis                                              | Actually             | 4:19 |
| 7.    | Rent                                                          | Tennant, Lowe                                                            | Actually             | 3:32 |
| 8.    | Always on My Mind                                             | Johnny Christopher, Mark James, Wayne Carson Thompson                    | Introspective (1988) | 3:53 |
| 9.    | Heart                                                         | Tennant, Lowe                                                            | Actually             | 4:16 |
| 10.   | Domino Dancing                                                | Tennant, Lowe                                                            | Introspective        | 4:17 |
| 11.   | Left to My Own Devices                                        | Tennant, Lowe                                                            | Introspective        | 4:46 |
| 12.   | It's Alright                                                  | Sterling Void                                                            | Introspective        | 4:19 |
| 13.   | So Hard                                                       | Tennant, Lowe                                                            | Behaviour (1990)     | 3:58 |
| 14.   | Being Boring                                                  | Tennant, Lowe                                                            | Behaviour            | 4:50 |
| 15.   | Where the Streets Have No Name (I Can't Take My Eyes Off You) | Bono, Adam Clayton, The Edge, Larry Mullen Junior, Bob Crewe, Bob Gaudio | Single hors-album    | 3:30 |
| 16.   | Jealousy                                                      | Tennant, Lowe                                                            | Behaviour            | 4:15 |
| 17.   | DJ Culture                                                    | Tennant, Lowe                                                            | Titre inédit         | 4:13 |
| 18.   | Was It Worth It?                                              | Tennant, Lowe                                                            | Titre inédit         | 4:22 |
| 76:50 |                                                               |                                                                          |                      |      |